# Leopold Mountbatten

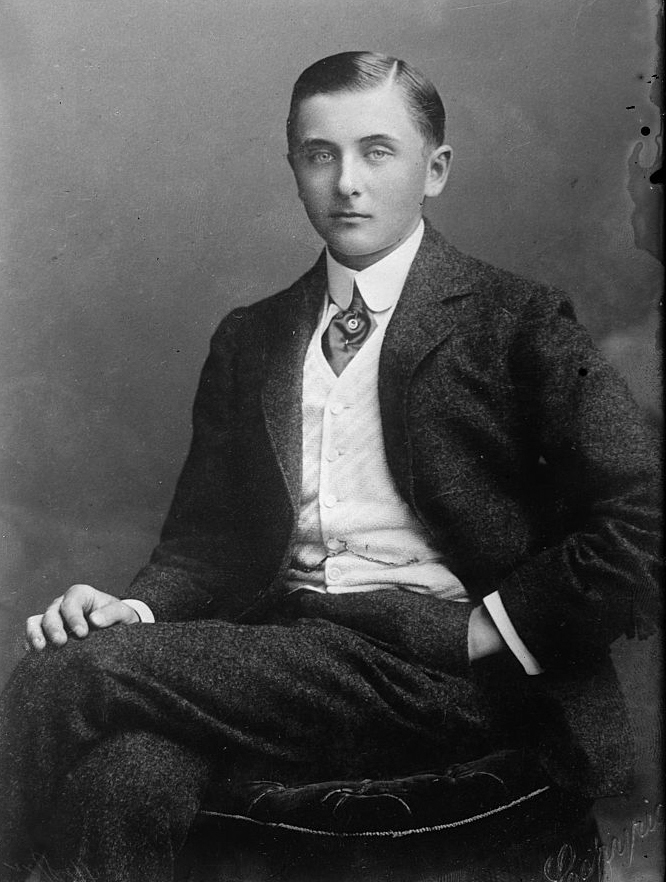
Lord Leopold Mountbatten

Lord Leopold Arthur Louis Mountbatten, GCVO (* 21. Mai 1889 in Windsor Castle, Berkshire als Prinz Leopold Arthur Louis von Battenberg; † 23. April 1922 im Kensington Palace, London) war ein Mitglied der britischen Königsfamilie und des Hauses Battenberg, einer Nebenlinie des großherzoglich-hessischen Herrscherhauses. Er war seit seiner Geburt als Prinz von Battenberg bekannt. 1917 wurde der Name Battenberg aufgrund antideutscher Tendenzen in Mountbatten umgeändert. Seither nannte er sich Lord Leopold Mountbatten.

## Leben

### Kindheit und Jugend
Leopold war der zweite Sohn des Prinzen Heinrich Moritz von Battenberg (1858–1896) und seiner Frau Prinzessin Beatrice von Großbritannien und Irland (1857–1944). Väterlicherseits war er Enkel des Prinzen Alexander von Hessen-Darmstadt und der Gräfin Julia Hauke. Mütterlicherseits waren Königin Victoria von Großbritannien und Prinz Albert von Sachsen-Coburg und Gotha seine Großeltern.

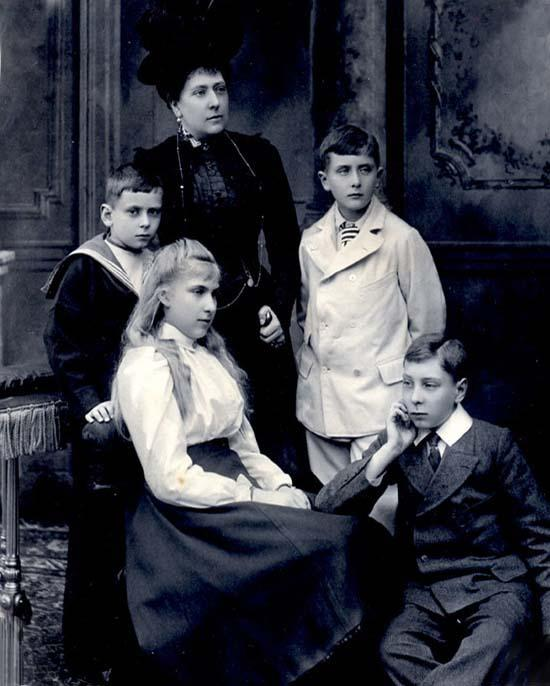
Leopold (rechts stehend) mit seiner Mutter und seinen Geschwistern, 1900

Am 29. Juni 1889 wurde er in der St. Georgs-Kapelle in Windsor Castle getauft. Leopold wurde nach seinem Onkel Prinz Leopold, Duke of Albany benannt, der 1884 an den Folgen der Bluterkrankheit gestorben war. Seine Paten waren König Leopold II. von Belgien, Arthur, Duke of Connaught and Strathearn, Prinz Ludwig Alexander von Battenberg, Louise, Duchess of Argyll, Prinzessin Helene zu Waldeck und Pyrmont und Prinzessin Marie Karoline von Battenberg.
Leopold hatte drei Geschwister, die Brüder Alexander (1886–1960) und Maurice (1891–1914) sowie die Schwester Victoria Eugénie (1887–1969), genannt Ena. Alexander wurde Marquis von Carisbrooke. Victoria Eugénie wurde später als Gemahlin Alfons XIII. von 1906 bis 1931 Königin von Spanien. Der jüngste Bruder Maurice fiel 1914 im Ersten Weltkrieg.
Der Prinz wuchs mit seinen Geschwistern im Kensington Palace auf. Als er sechs Jahre alt war, starb sein Vater in Sierra Leone an Malaria. Prinzessin Beatrice legte die Erziehung ihrer Kinder in die Hände von Hauslehrern und Gouvernanten. Leopold erhielt eine standesgemäße Ausbildung in Fremdsprachen, Mathematik, Geschichte und Geographie. Im Kindesalter diagnostizierten Ärzte bei ihm die Bluterkrankheit, die er von seiner Mutter geerbt hatte. Dadurch war er beim Spielen mit seinen Geschwistern sehr eingeschränkt. Jede noch so kleine Verletzung konnte starke Schmerzen hervorrufen.

### Ausbildung, Erster Weltkrieg und späteres Leben

Gedenktafel in der Kathedrale von Winchester

Zeitweise studierte er an der Universität von Cambridge. Eine Karriere beim Militär blieb ihm aufgrund seiner Krankheit verwehrt, auch wenn er es sich immer gewünscht hatte. Trotzdem trat er 1909 dem 8. Isle of Wight Rifles, Princess Beatrice’s Battalion, The Hampshire Regiment bei. Kurz nach seiner Aufnahme schrieb er an Obert Seely, Regimentskommandant des Isle of Wight Freiwilligenregiments: „Ich möchte mich sehr für Ihre Freundlichkeit bedanken, mir einen normalen Auftrag zu geben. Ich bin mehr als dankbar, wie schwer es in meiner Lage war, ein Soldat zu werden. Und niemals hätte ich ernsthaft daran gedacht, wirklich einer zu sein.“ 1912 trat er als Second Lieutenant dem King’s Royal Rifle Corps bei. Auch sein Bruder Maurice war Mitglied. Als 1914 der Erste Weltkrieg ausbrach, wurden alle drei Brüder in die britische Armee eingezogen; Leopold nahm jedoch am direkten Kriegsgeschehen nicht teil. Die Regimenter seiner Brüder wurden an der Front eingesetzt. Am 27. Oktober 1914 fiel Maurice bei Ypern in Belgien. 1915 wurde er zum Lieutenant und 1916 zum Captain befördert. Im April 1920 schied er im Ehren-Rang eines Majors aus der britischen Armee aus.
1917 wurde aufgrund antideutscher Tendenzen, die während des Ersten Weltkriegs in Großbritannien vorherrschten, der Name des britischen Königshauses in Windsor geändert. König Georg V. und die Mitglieder der königlichen Familie verzichteten auf alle deutschen Titel. Wie seine Familie, gab auch Leopold am 14. Juli 1917 seinen Titel Prince of Battenberg und das Prädikat Highness auf. Aufgrund einer Royal Warrant nahmen sie zugleich den Familiennamen Mountbatten an, eine Anglisierung von Battenberg. Ihm verblieb aufgrund seiner britischen Ritterwürde die Anrede Sir Leopold Mountbatten. Leopold wurde daraufhin am 11. September 1917 der protokollarische Rang des Sohnes eines Marquess mit dem Höflichkeitsprädikat Lord verliehen, dadurch hieß er nun Lord Leopold Mountbatten. Sein Bruder Alexander wurde zum Marquess of Carisbrooke erhoben.
Leopold kehrte nach dem Krieg nach London zurück und lebte bei seiner Mutter im Kensington Palace. Am 22. April 1922 wurde er an seiner Hüfte operiert. Er schien sich von dem Eingriff erholt zu haben, erlitt jedoch einen Rückfall und starb einen Tag später im Alter von nur 32 Jahren. Sein Leichnam liegt auf dem Royal Burial Ground in Frogmore begraben. Eine Gedenktafel für ihn und seinen Bruder Maurice befindet sich in der Kathedrale von Winchester.

## Orden und Ehrenzeichen
- 27. Mai 1906: Großkreuz des spanischen Ordens Karls III.
- 19. Juni 1911: Knight Commander des Royal Victorian Order (KCVO)
- 1. Januar 1915: Knight Grand Cross des Royal Victorian Order (GCVO)